# Tweed (Ontario)
Tweed es un municipio canadiense situado en la provincia de Ontario.

## Superficie
Tweed tiene una superficie de 918,61 km².

## Demografía
En 2021, tenía 6067 habitantes, una densidad poblacional de 6,6 hab./km², y 3042 viviendas.